# 庐山玉山竹
庐山玉山竹（学名：Yushania varians）为禾本科玉山竹属下的一个种。

## 扩展阅读
- 維基物種上的相關：庐山玉山竹